# النا بریوخووتس
 النا بریوخووتس (انگلیسی: Elena Brioukhovets؛ زادهٔ ۶ اوت ۱۹۷۱) یک تنیس‌باز اهل اتحاد جماهیر شوروی سوسیالیستی است.